# Kanton Basse-Terre-2
Kanton Basse-Terre-2 was een kanton van het Franse departement Guadeloupe. Kanton Basse-Terre-2 maakte deel uit van het arrondissement Basse-Terre en telde 5.031 inwoners (2007).
In 2015 werden de kantons Basse-Terre-1 en Basse-Terre-2 samengevoegd tot kanton Basse-Terre.

## Gemeenten
Het kanton Basse-Terre-2 omvatte de volgende gemeente:
- Basse-Terre (deels)